# Orizabus pyriformis
Orizabus pyriformis är en skalbaggsart som beskrevs av Leconte 1847. Orizabus pyriformis ingår i släktet Orizabus och familjen Dynastidae. Inga underarter finns listade i Catalogue of Life.